# NGC 6477
NGC 6477 is een lensvormig sterrenstelsel in het sterrenbeeld Draak. Het hemelobject werd op 25 september 1886 ontdekt door de Amerikaanse astronoom Lewis A. Swift.

## Synoniemen
- PGC 2702901